# Bersano (azienda)
La Bersano è un'azienda vinicola italiana, situata a Nizza Monferrato, in Piemonte. È anche una delle più antiche marche vinicole piemontesi.

## Storia
Nasce nel 1907 come cantina familiare ad opera di Giuseppe Bersano, un macellaio con la passione del vino che poi vende nella zona. Nel 1912 la prima acquisizione: la Cantina Cremonina, 12 ettari nel cuore del comprensorio della Barbera d'Asti. Nel 1935 alla guida dell'attività arriva Arturo Bersano, laureato in giurisprudenza per far piacere alla famiglia, intellettuale con grandi intuizioni e diventato ben presto un pioniere nel settore vitivinicolo fino a far diventare l'azienda una delle più importanti della Provincia di Asti
 prima e del Piemonte in seguito con una serie di acquisizioni di vitigni. Il suo motto era: "Se vuoi bere bene, comprati un vigneto".
Arturo Bersano promuove varie iniziative per valorizzare il prodotto. Nel 1961 nasce il Museo delle Contadinerie dedicato agli utensili della vita contadina. Nel 1964 crea la Confraternita della Bagna Cauda, una delle prime associazioni che tutela il cibo e i vini piemontesi. E già negli anni cinquanta - sessanta, ha anche l'intuizione di "vestire" la bottiglia con etichette e confezioni di gran pregio. L'artista che gli ha permesso di realizzare tutto questo è il pittore e grafico alessandrino Franco Sassi. Il Comune di Alessandria ha, negli anni scorsi, realizzato una mostra "I marchi commerciali di Franco Sassi".  Molte delle sue creazioni sono conservate sia nel Gabinetto delle stampe della Pinacoteca Civica alessandrina che alla Raccolta Bertarelli di Milano. Oltre a Nizza Monferrato, nel Museo Bersano stesso.
Sempre negli sessanta Bersano, che nel frattempo tiene contatti epistolari con vari scrittori tra cui Guido Ceronetti, acquisisce vigneti nella Langa, nella zona del Barolo (nel 1968 rileva la Cascina Badarina Serralunga d'Alba, diventando uno dei primi produttori a dare impulso al successo del Barolo) e del Barbaresco, nelle zone preappenniniche del Gavi. Nei primi anni settanta Bersano, in non buone condizioni di salute, cede l'azienda alla Seagram, il gruppo canadese con sede a Montreal che in quel periodo è la più grande società di distillazione al mondo. Una decina d'anni più tardi, nel 1985, la Bersano ritorna in mani italiane: è acquisita dalle famiglie Massimelli, Soave, Giovinetti e dalla Riccadonna. Nel 1995 la Bersano riesce ad acquisire la Riccadonna.
Con l'inizio del 2005 la Bersano diventa licenziataria per l'Italia del vino prodotto dalle storiche cantine toscane Granducato del Consorzio agrario di Siena. Dal 2013 la proprietà, oltre 230 ettari di vigneti, è delle famiglie Massimelli e Soave. Alla guida la seconda generazione, Federica Massimelli e Corrado Soave.